# William C. Campbell
Pour les articles homonymes, voir William Campbell et Campbell.
William Cammack Bill Campbell, né le 5 mai 1923, et mort le 30 août 2013, plus connu sous le nom de William C. Campbell, est un golfeur amateur américain qui fut à deux reprises président de l'United States Golf Association (USGA). Il a été introduit au World Golf Hall of Fame en 1990.
Campbell est né à Huntington en Virginie-Occidentale. Il a servi dans l'armée au cours de la Seconde Guerre mondiale puis a été diplômé en histoire à l'Université de Princeton en 1947.
Dans sa carrière de golfeur amateur, Campbell a disputé 37 championnat de golf amateur des États-Unis dont 33 consécutivement entre 1941 et 1977 et a remporté ce tournoi en 1964. Il a disputé huit Walker Cup entre 1951 et 1975 et a été le capitaine de l'équipe en 1955. Il a été finaliste du championnat de golf amateur de Grande-Bretagne en 1954.
Parallèlement à sa carrière de sportif, Campbell a occupé divers rôles dans les organismes régissant le golf. Il a été dans le comité exécutif de la USGA à deux périodes, d'abord en 1962-1965 puis en 1977-1984, il en fut trésorier en 1978-79 et vice-président en 1980-1981 pour enfin en être le président en 1982 et 1983. En 1987, il est nommé capitaine par The Royal and Ancient Golf Club of St Andrews, devenant le troisième américain à recevoir cet honneur.
Il a reçu également le Bob Jones Award en 1956 et l'Old Tom Morris Award en 1991. Enfin, il est introduit au World Golf Hall of Fame en 1990.

## Palmarès
- Vainqueur du championnat de golf amateur des États-Unis : 1964.